# TTCN
TTCN은 통신 프로토콜과 웹 서비스의 테스트를 위해 사용되는 프로그래밍 언어이다. TTCN 테스트 스위트는 TTCN 프로그래밍 언어로 작성된 수많은 테스트 케이스로 구성된다. 버전 2까지 이 언어는 테이블로 작성되었으며 이를 트리 및 표 결합 표기법(Tree and Tabular Combined Notation)으로 불렀다. 이 언어를 읽고 편집하는 데에는 특수한 TTCN 편집기가 필요했다. 버전 3을 기점으로 TTCN의 이름은 테스트 및 테스트 제어 표기법(Testing and Test Control Notation)으로 변경되었다. 지금은 현재의 프로그래밍 언어들과 매우 흡사하며 전통적인 편집기로 편집이 가능하다. TTCN-3은 전통 소프트웨어 테스트 외에 프로토콜 테스트에 사용할 수 있다는 점에서 TTCN-2보다 더 유연하다.
TTCN의 모든 버전은 실행을 위해 전용 컴파일러나 인터프리터가 필요하다.
TTCN은 통신 프로토콜 테스트를 위해 유럽 전기 통신 표준 협회(ESTI), 국제전기통신연합(ITU) 등에서 널리 사용된다.

## 버전
- TTCN-1: 1992년 표준화
- TTCN-2: 1998년 표준화
- TTCN-3: 2000년 표준화